# Federico Hermanin
Federico Hermanin (vollständig Federico Hermanin von Reichenfeld; * 16. September 1868 in Bari; † 29. Juni 1953 in Rom) war ein italienischer Kunsthistoriker.

## Leben und Wirken
Federico Hermanin, Sohn des Ferdinando Leopoldo Hermanin (1835–1907) und dessen Ehefrau Camilla, geborene Marstaller (1849–1923), wuchs in seinem Geburtsort Bari auf. Der Vater, Flügeladjutant König Umbertos I. und wie seine Frau österreichisch-deutscher Herkunft, hatte sich in der apulischen Hafenstadt inmitten einer begüterten österreichisch-deutschen protestantischen Gemeinde niedergelassen.
Federico Hermanin ging nach Rom und studierte an der Universität La Sapienza. Das Philologiestudium schloss er bei Ernesto Monaci 1895 ab. Hermanin blieb sein Leben lang in Rom und wandte sich ab 1896 bei Adolfo Venturi dem Studium der Kunstgeschichte zu. Venturi hatte 1895 im Palazzo Corsini das Gabinetto nazionale delle stampe gegründet. Hermanin wurde 1898 stellvertretender Inspektor und 1908 Direktor dieser Grafischen Sammlung. Ab 1901 lehrte er an der Universität La Sapienza Kunstgeschichte.
Bei Restaurierungsarbeiten in der Basilika Santa Cecilia in Trastevere entdeckte Hermanin das Fresko Das Jüngste Gericht von Pietro Cavallini – Anlass zu weiteren Recherchen zum Wirken des Künstlers in Neapel, Assisi und Florenz.
1904 beteiligte sich Hermanin an einer Publikation über die Malereien im Kloster Santa Scolastica in Subiaco. Im selben Jahr wurde er Direktor der Galleria mazionale d'arte antica im Palazzo Barberini und im Palazzo Corsini. Über die Jahrzehnte hinweg – bis 1933 – kümmerte er sich, in Abstimmung mit Roberto Longhi, um den Ankauf von Bildern für die Galerie. Einige seiner diesbezüglichen Schwerpunkte waren Ansichten von Rom, das grafische Werk von Giovanni Fattori und Karikaturen von Pier Leone Ghezzi.
1923 gründete Hermanin die Zeitschrift Roma. Er schrieb über Giovanni Battista Piranesi, Ettore Roesler Franz, über Künstler der Gruppe XXV della campagna romana und verfasste ein Buch über die Geschichte des Kupferstichs.
1913 bis 1938 führte er die Oberaufsicht über die Galerien und Museen des Latium und der Abruzzen.
Hermanins Aktivitäten bis 1938 – dem Jahr seiner Pensionierung – waren äußerst weit gefächert. Zum Beispiel trat er nach dem Erdbeben von Avezzano 1915 für den bestmöglichen Erhalt der betroffenen Kunstschätze ein. Oder er übernahm 1908 vorübergehend die Leitung der Galleria Borghese. Und 1910 übernahm er für ein Jahr die Oberaufsicht über die Galerien und Museen der Toskana. Bei letzterer Aktion ging es vor allem um die Aufsicht über Gemälde-Restaurierungen in den Uffizien. Nebenher leitete er drei weitere Restaurierungen – eine in New York und zwei in den Jahren 1908 und 1921 in Tivoli. Ab 1916 leitete er die Restaurierung des Palazzo Venezia und eröffnete dort 1921 – unterstützt von Benedetto Croce – mehrere Räume einer Ausstellung mit mittelalterlichen und Renaissance-Kunstwerken. Ein Band über den Palazzo, 1936 begonnen, konnte vor dem Krieg nicht vollendet werden.
Begraben liegt er auf dem Cimitero acattolico in Rom.

## Familie
Federico Hermanin war mit Margherita Hausmann (* 16. Dezember 1875 in Bari; † 17. September 1937 in Lund), Tochter des dänischen Konsuls in Bari, verheiratet.

## Schriften (Auswahl)
- mit Pietro Egidi, Gustavo Giovannoni, Vincenzo Federici: I monasteri di Subiaco. Ministero della pubblica istruzione, Rom 1904.
- Di alcune miniature della Biblioteca vaticana con scene dell'antico Studio bolognese nel Trecento. Stab. Tipogr. L. Lazzeri, Siena 1908.
- La Galleria Nazionale d'Arte Antica. Palazzo Corsini. W. Modes, Rom 1910.
- Die Stadt Rom im 15. und 16. Jahrhundert. 52 Ansichten, ausgewählt und mit Erläuterungen versehen von Federico Hermanin. E. A. Seemann, Leipzig 1911.
- Giambattista Piranesi. Architetto ed incisore. E. Celanza, Turin 1915.
- Giambattista Piranesi. Pompeo Sansaini, Rom 1922.
- La vita nelle vecchie stampe italiane. Argentieri, Spoleto 1928.
- San Marco. Danesi editore, Rom 1932.
- Il mito di Giorgione. C. Argentieri, Spoleto 1933.
- L'Appartamento Borgia in Vaticano. Danesi, Rom 1934.
- L' arte in Roma dal sec. VIII al XIV. L. Cappelli, Bologna 1945.
- Il Palazzo di Venezia. Libreria dello Stato, Rom 1948.